# V436 Андромеды
V436 Андромеды (лат. V436 Andromedae), HD 14437 — двойная звезда в созвездии Андромеды на расстоянии приблизительно 785 световых лет (около 241 парсека) от Солнца. Видимая звёздная величина звезды — от +7,29m до +7,23m. Возраст звезды определён как около 229 млн лет.

## Характеристики
Первый компонент — бело-голубая вращающаяся переменная звезда типа Альфы² Гончих Псов (ACV) спектрального класса B9pCrEuSi или B8pSr. Масса — около 3,499 солнечных, радиус — около 2,846 солнечных, светимость — около 37,154 солнечных. Эффективная температура — около 10800 K.
Второй компонент — красный карлик спектрального класса M. Масса — около 255,05 юпитерианских (0,2435 солнечной). Удалён на 2,271 а.е..